# Трговци аутомобилима
Трговци аутомобилима (енгл. Wheeler Dealers) британска је ТВ серија коју су водили препродавац Мајк Бруер и механичар Марк Елвис Пресли. Њихов циљ је био да уз ограничен буџет купе полован аутомобил, среде, продају и остваре зараду. Емитовао се на Дискавери каналу.
Идејни творци емисије су Данијел Алум и Мајкл Вуд, који су дугогодишњи аутомобилски ентузијазисти.
У уводној шпици коришћене су три различите композиције. Прва сезона се емитовала 2003. Друга половина 6. сезоне је емитована на јесен 2009. године на Дискавери каналу. Сезона 5 је преименована у "Трговци аутомобилима на путу" - у овој серији Мајк и Ед иду у Европу у нади да ће наћи класичне аутомобиле. У осмој сезони, Мајк одлази у САД да Мајк додатно проширила своје хоризонте од обиласка САД. У 12. сезони Мајк и Ед користе радионицу која се налази у Хантингтон Бичу. Ова одлука је донета како би избегли трошкове путовања. Сезона 12 ће такође представити потпуно нову радионицу назад у Великој Британији.
У априлу 2013. године, покренута је емисија под називом "Трговци аутомобилима: добар посао". Мајк путује широм света и уз одређен буџет купује и препродаје половне аутомобиле, без икаквих поправки. Почиње са 3000$ и мисија му је куповина јаког спортског аутомобила - у последњој епизоди купује Ферари. Ова емисија се снимала без Еда Чајне.

## О емисији
Првобитно емисија је била подељна на два дела од по 30 минута, а од 7. сезоне емисија траје 1 час. Мајк купује возило, Ед врши поправке, а затим продаје. У првој сезони, буџет је био 1000 £, за другу 2000 £, а за трећу 3000 £. Буџети су у каснијим сезонама варирали, у зависности од возила које желе да купе. На пример, у 6. сезони је постављен буџет од 10.000 £ да би купили Ферари Дино 308 ГТ4. За сезону 11 (2014), буџет је до 20.000 £.

### Први део
- Мајк гледа ауто огласе.
- Мајк прича о историји изабраног возила.
- Мајк одлази до возила, проверава га, одлази на пробну вожњу, ценка се и купује га.
  - (Од 5. сезоне па надаље, приказана су возила која је Мајк хтео да купи, али је одустао зато што је било потребно превише улагања.)
- Мајк одвози возило до радионице, где га Ед поправља, понекад критикује Мајка ако је ауто сувише дотрајао и ако има превише посла.
- Ед почиње са радом, а Мајк купује потребне делове.
- Мајк често исмејава Едов рад зато што ауто изгледа као и пре, иако је Ед заменио истрошене делове.

### Други део
- Брз преглед првог дела (важи за емисију која је подељена на две епизоде).
- Мајк (често) иде да набави потребне делове.
- Мајк разговара са власником који поседује исти модел у одличном стању и после иде на тест вожњу.
  - (Ово је избачено од 5. сезоне па надаље.)
- Ед завршава возило и укратко прича шта је на њему све урађено.
- Мајк се враћа у радионицу и разматра Едов рад.
- Мајк сабира све трошкове.
- (Од 5. сезоне па надаље, Мајк и Ед заједно иду на пробну вожњу и разговарају о вредности возила)
- Мајк продаје возило новом власнику (после ценкања.)
- Мајк сабира куповну и продајну цена возила и гледа профит (у ретким случајевима губитак).
  - (Од 5. сезоне па надаље, приказани су потенцијални купци који нису купили возило.)

## Улоге
Мајк Бруер користи своје вештине као бивши трговац аутомобилима.
Ед Чајна је механичар који много ради на рестаурацијама аутомобила. У свакој емисији даје савет гледаоцима како да реше одређен проблем, као и колико би мајстори наплатили поправке.
Пол Бракли је технички саветник и он помаже Еду у обављању послова које које он не може сам да уради (нпр. када Ед проверава кочнице, издувни систем, квачило...) и помаже Мајку када возило треба да се шлепа.

### Гостовања на другим емисијама
Када је куповао америчке аутомобиле, Мајк је 2. јуна 2013. гостовао у емисији "Генералка"  где му је Чип Фус показивао Лотус Евору из 1972.

## Аутомобили на продаји
Аутомобили који се продају, могу се погледати на веб-страници Дискавери канала.

## Датуми сезона

### Трговци аутомобилима
| Сезона | Сезона | Eпизода | Датум емитовања  | Датум емитовања    |
| Сезона | Сезона | Eпизода | Почетак сезоне   | Крај сезоне        |
| ------ | ------ | ------- | ---------------- | ------------------ |
|        | 1      | 12      | 7. октобар 2003  | 11. новембар 2003  |
|        | 2      | 12      | 10. август 2004  | 16. септембар 2004 |
|        | 3      | 12      | 23. август 2005  | 4. октобар 2005    |
|        | 4      | 12      | 29. август 2006  | 3. октобар 2006    |
|        | 5      | 12      | 28. октобар 2008 | 6. децембар 2008   |
|        | 6      | 20      | 5. мај 2009      | 17. новембар 2009  |
|        | 7      | 10      | 4. мај 2010      | 9. новембар 2010   |
|        | 8      | 10      | 5. април 2011    | 1. новембар 2011   |
|        | 9      | 15      | 20. март 2012    | 6. новембар 2012   |
|        | 10     | 12      | 19. фебруар 2013 | 22. октобар 2013   |
|        | 11     | 15      | 17. март 2014    | 13. октобар 2014   |
|        | 12     | 19      | 23. март 2015    | 19. октобар 2015   |

### Трговци аутомобилима: добар посао
| Сезона | Сезона | Епизода | Датум емитовања | Датум емитовања    |
| Сезона | Сезона | Епизода | Почетак сезоне  | Крај сезоне        |
| ------ | ------ | ------- | --------------- | ------------------ |
|        | 1      | 6       | 2. април 2013   | 7. мај 2013        |
|        | 2      | 6       | 6. август 2014  | 10. септембар 2014 |

### Амерички аутомобили: топ 5
| Сезона | Сезона | Епизода | Датум емитовања | Датум емитовања |
| Сезона | Сезона | Епизода | Почетак сезоне  | Крај сезоне     |
| ------ | ------ | ------- | --------------- | --------------- |
|        | 1      | 5       | 5. јун 2013     | 3. јул 2013     |

| Епизоде | Топ 5               | Прво емитовање | Прво емитовање |
| --- | ------------------- | -------------- | -------------- |
| 1 | Иконе 80-их         | 5. јун 2013.   |                |
| 1. Lancia Delta HF Integrale 8v (2006) 2. Peugeot 205 GTi 1.9 (2004) 3. Chevrolet Corvette C4 (2007) 4. Audi Quattro (2009) 5. DeLorean DMC-12 (2011) |                     |                |                |
| |                     |                |                |
| 2 | Америчке иконе      | 12. јун 2013.  |                |
| 1. Dodge Charger (2011) 2. Chevrolet 3100 Stepside (2011) 3. Ford Mustang Fastback (2012) 4. Willys MB (2012) 5. Chevrolet BelAir 210 (2011)          |                     |                |                |
| |                     |                |                |
| 3 | Мали аутомобили     | 19. јун 2013.  |                |
| 1. Mini Moke (2011) 2. Lotus Elan S3 (2010) 3. Fiat 500 (2008) 4. BMW Isetta 300 (2012) 5. Austin Mini Mk1 (2003)                                     |                     |                |                |
| |                     |                |                |
| 4 | Спортски аутомобили | 26. јун 2013.  |                |
| 1. Porsche 944 Turbo (2009) 2. Ford Sierra Sapphire RS Cosworth (2010) 3. BMW M5 E39 (2012) 4. Lotus Esprit S3 (2008) 5. Nissan Skyline R33 (2012)    |                     |                |                |
| |                     |                |                |
| 5 | Избор гледалаца     | 3. јул 2013.   |                |
| 1. Volkswagen Type 2 T2 (2010) 2. Jaguar E-Type Series 3 (2011) 3. Morgan +4 (2012) 4. Ferrari Dino 308 GT4 (2009) 5. Gardner Douglas Cobra (2012)    |                     |                |                |
| |                     |                |                |

## Добар посао
У овој емисији Мајк Бруер путује по различитим земљама и препродаје половне аутомобили. Почевши са буџетом од  $ 3.000, покушава да претвори своју прву куповину у низ све бољих аутомобила, да би на крају дошао до луксузних аутомобила и буџета од $ 30.000 за јак, спортски аутомобил. Епизоде 1-3 и 5-6 повезане су једне са другом.

## Остала возила

### Добар посао
За "Добар посао", Мајк има у власништву белу Тојоту Фуртнер. У Тексасу користи Шевролет Корвету Ц2. У Дубаију, возио је Ферари Ф430. Такси возила која се појављују у емисији су жути Хиндустан Амбасадор и зелени и жути Бајај ВН у Индији, црни ЛТЦ Тк4 у Великој Британији, црна Тојота Краун Комфорт у Јапану, жута и црвена Фолксваген Буба у Мексику, бели Форд Фалкон у Аустралији, бели Шевролет Оникс лимузину у Бразилу, жути Доџ у Тексасу, и жути Фиат 600 Мултипла у Италији.

### Возила у уводној шпици
- Сезона 1: Сва возила у 1. сезони
- Сезона 2 и 3: МГБ ГТ
- Сезона 3 Порше Тарга 2.7С
- Сезона 5 Мерцедес-Бенц 280СЛ Р107
- Сезона 6: Ферари Дино 308 ГТ4
- Сезона 7: Лотус Елан С3
- Сезона 8а: Јагуар Е-Тип Модел 3
- Сезона 8б: Доџ Чарџер
- Сезона 9а: Фијат Дино
- Сезона 9б: Гарнер Даглас Кобра

## Канали
| Земља                     | Канал                                                                                |
| ------------------------- | ------------------------------------------------------------------------------------ |
| Аргентина                 | - Discovery Channel - Discovery Turbo                                                |
| Аустралија                | Discovery Turbo MAX                                                                  |
| Белгија                   | Discovery Channel                                                                    |
| Бразил                    | Discovery Turbo Brasil                                                               |
| Босна и Херцеговина       | Discovery Channel Bosnia                                                             |
| Бугарска                  | Discovery Channel Bulgaria                                                           |
| Канада                    | Discovery HD                                                                         |
| Костарика                 | Discovery Turbo (Latin America)                                                      |
| Чешка                     | Discovery HD                                                                         |
| Данска                    | Discovery HD                                                                         |
| Естонија                  | Discovery Channel                                                                    |
| Финска                    | Discovery Channel Finland JIM                                                        |
| Француска                 | Discovery Channel France RMC Découverte                                              |
| Немачка                   | DMAX                                                                                 |
| Хонг Конг                 | DMAX Asia                                                                            |
| Мађарска                  | Discovery Channel Hungary                                                            |
| Индија                    | Discovery Turbo                                                                      |
| Индонезија                | Discovery Turbo                                                                      |
| Израел                    | Discovery HD                                                                         |
| Италија                   | - Discovery Channel Italy - DMAX Italy                                               |
| Јапан                     | Discovery Channel                                                                    |
| Latvia                    | Discovery Channel                                                                    |
| Литванија                 | Discovery Channel                                                                    |
| Малезија                  | DMAX Asia                                                                            |
| Мексико                   | Discovery Channel Mexico                                                             |
| Холандија                 | - Discovery Channel - Discovery HD                                                   |
| Норвешка                  | Discovery Channel                                                                    |
| Филипини                  | DMAX Asia                                                                            |
| Пољска                    | Discovery Channel Poland                                                             |
| Португалија               | - Discovery Channel - Discovery Turbo                                                |
| Румунија                  | Discovery Channel                                                                    |
| Русија                    | Discovery Channel Russia                                                             |
| Србија                    | Дискавери канал                                                                      |
| Сингапур                  | DMAX Asia                                                                            |
| Словенија                 | Discovery Channel                                                                    |
| Шпанија                   | Discovery MAX                                                                        |
| Шведска                   | Discovery Channel                                                                    |
| Тајланд                   | - DMAX Asia                                                                          |
| Турска                    | Discovery Channel                                                                    |
| Велика Британија          | - Discovery Channel - Discovery Real Time - Discovery Turbo - Discovery Shed - Quest |
| Сједињене Америчке Државе | Velocity                                                                             |